# Anaea caudata
Anaea caudata är en fjärilsart som beskrevs av Johannes Karl Max Röber 1916. Anaea caudata ingår i släktet Anaea och familjen praktfjärilar. Inga underarter finns listade i Catalogue of Life.